# (16238) Chappe
Pour les articles homonymes, voir Chappe.
(16238) Chappe est un astéroïde de la ceinture principale.

## Description
(16238) Chappe est un astéroïde de la ceinture principale. Il fut découvert le 7 avril 2000 à Socorro (Nouveau-Mexique) par le projet LINEAR. Il présente une orbite caractérisée par un demi-grand axe de 2,36 UA, une excentricité de 0,19 et une inclinaison de 2,9° par rapport à l'écliptique.

## Compléments